# Navelört
Navelört (Umbilicus rupestris) är en fetbladsväxtart som först beskrevs av Richard Anthony Salisbury, och fick sitt nu gällande namn av James Edgar Dandy. Navelört ingår i släktet navelörter, och familjen fetbladsväxter. Inga underarter finns listade i Catalogue of Life.
Blomman är grönvit eller gulaktig, ibland med en dragning åt skärt.

## Bildgalleri

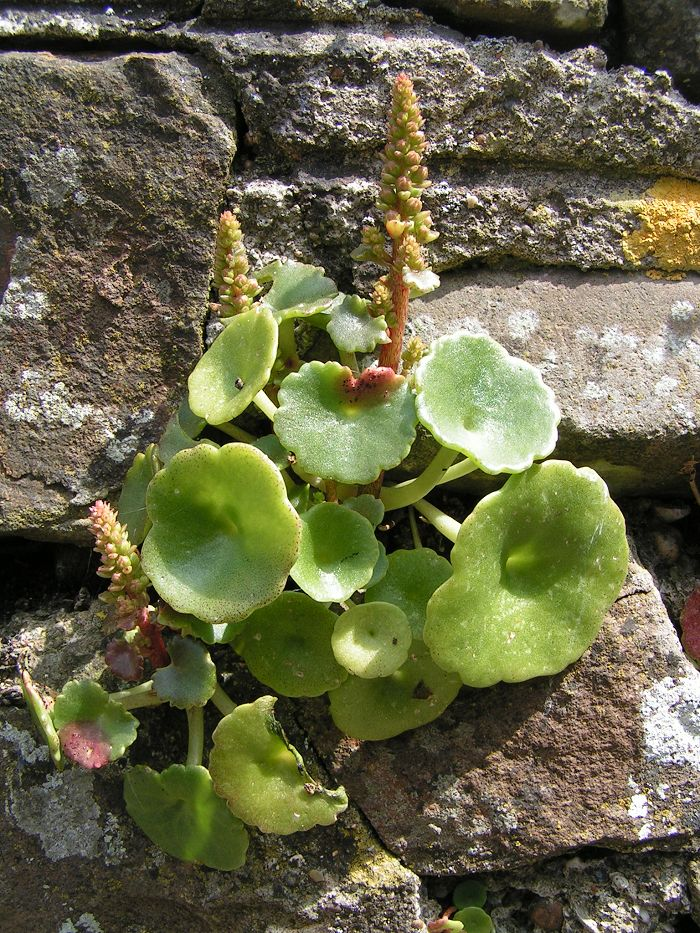
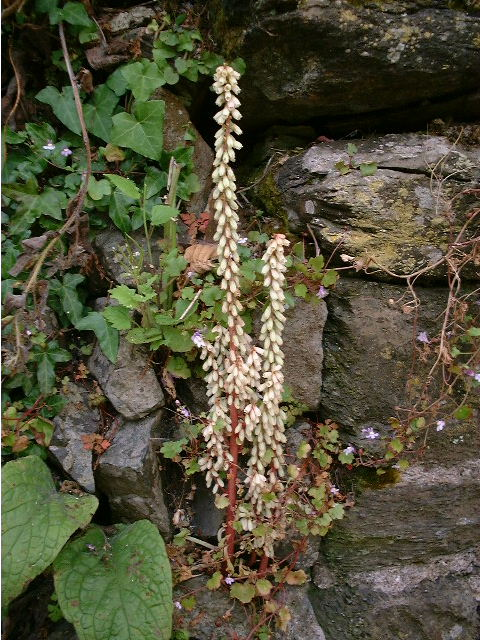
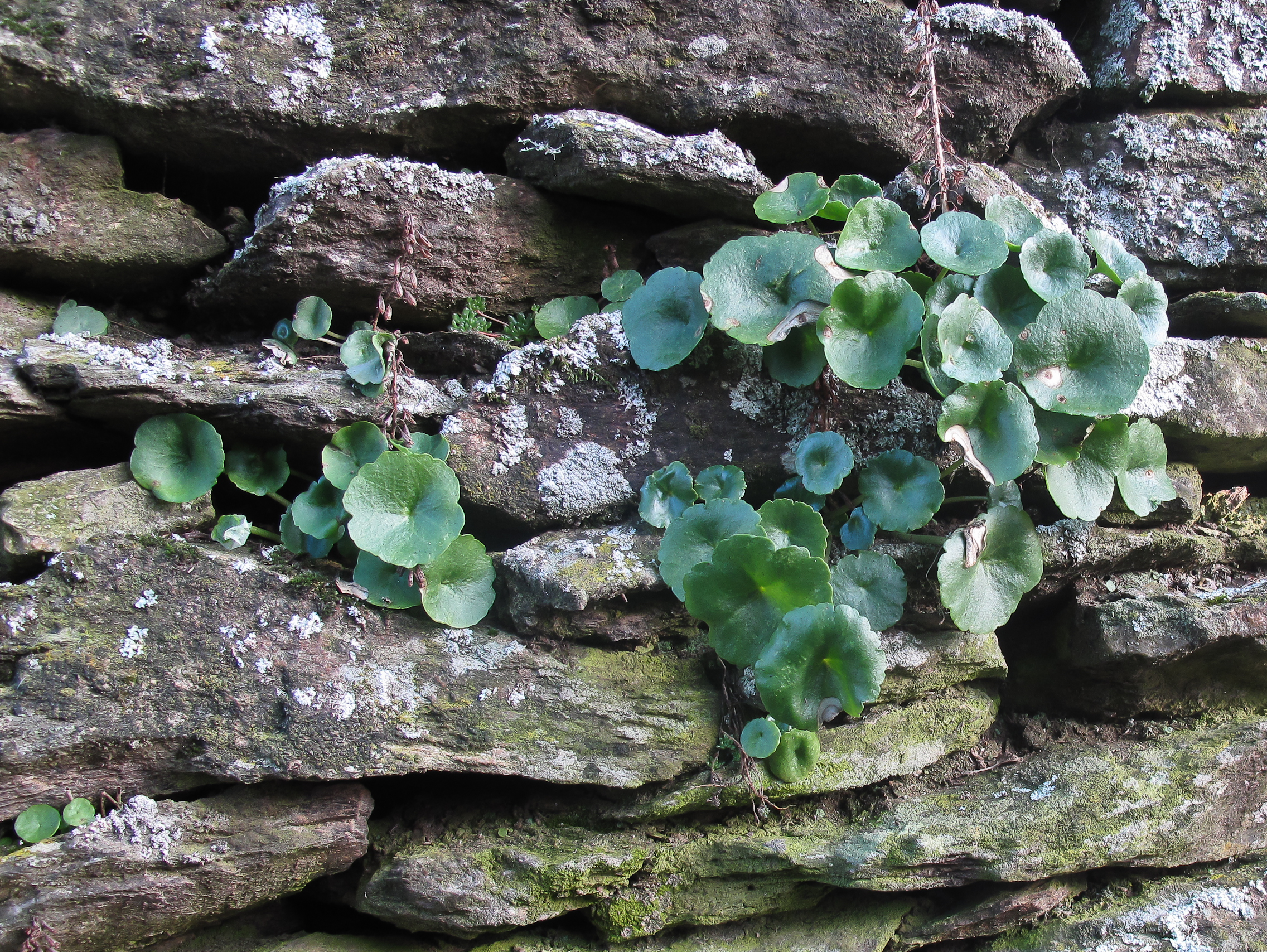
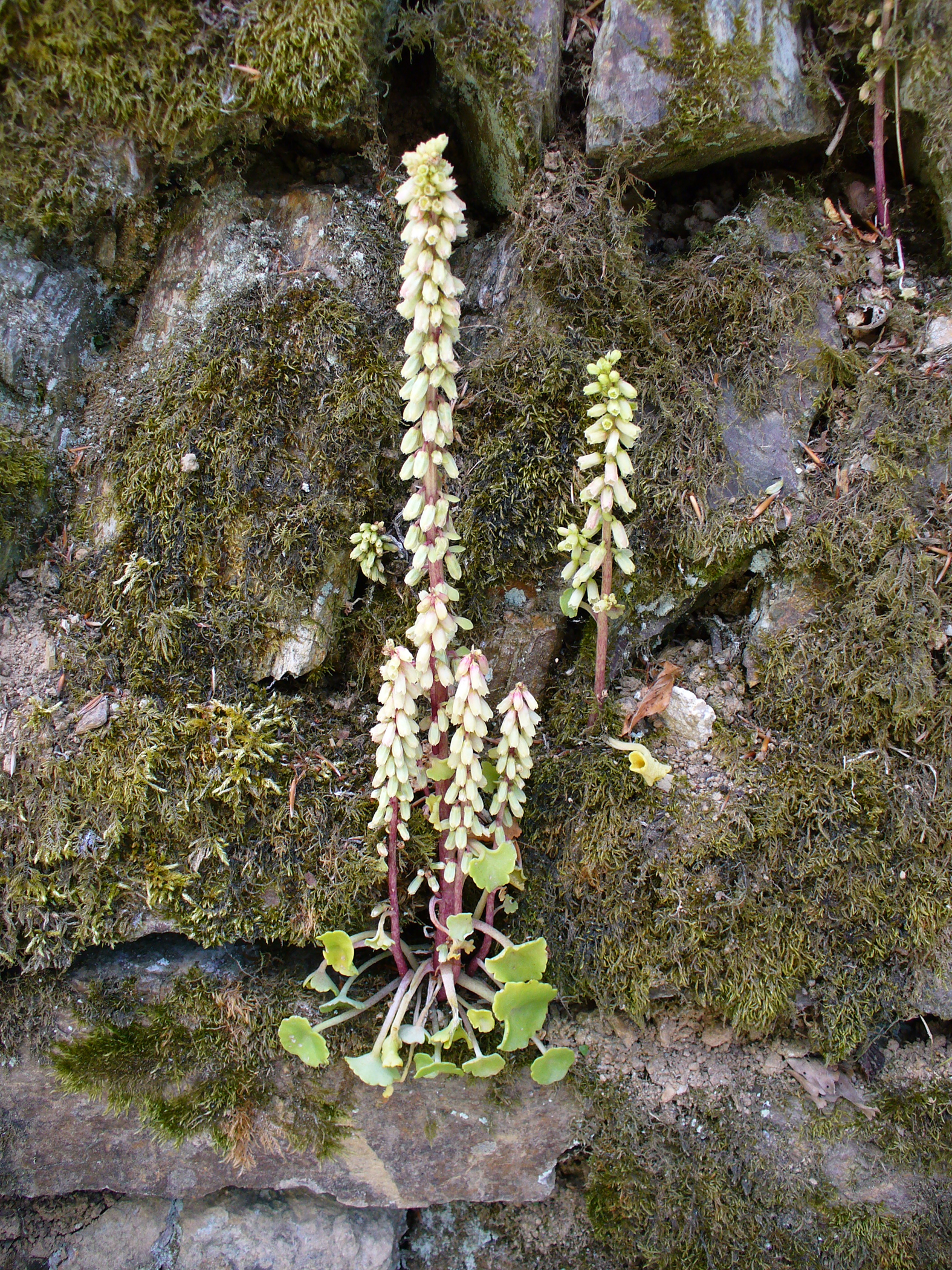
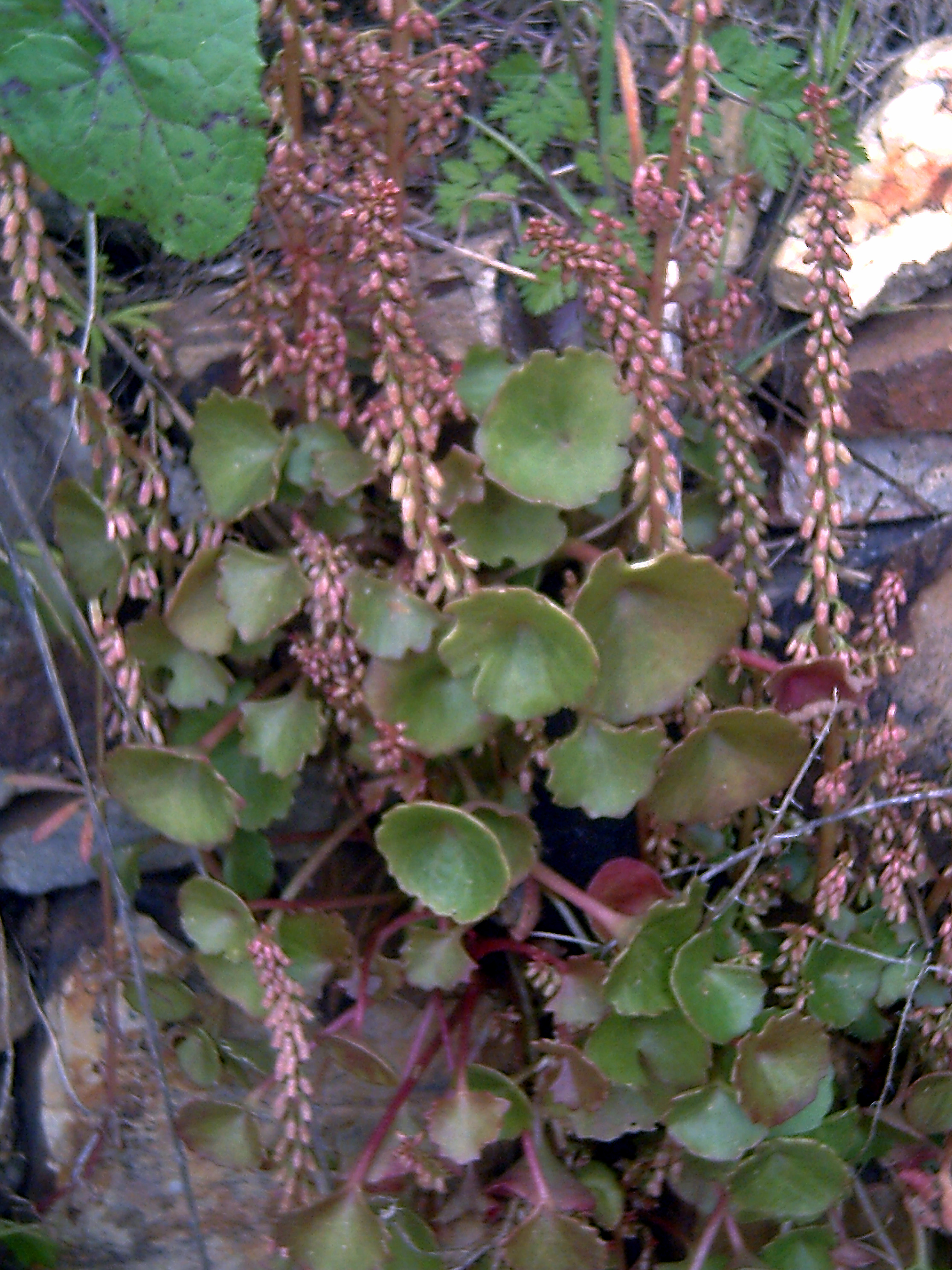
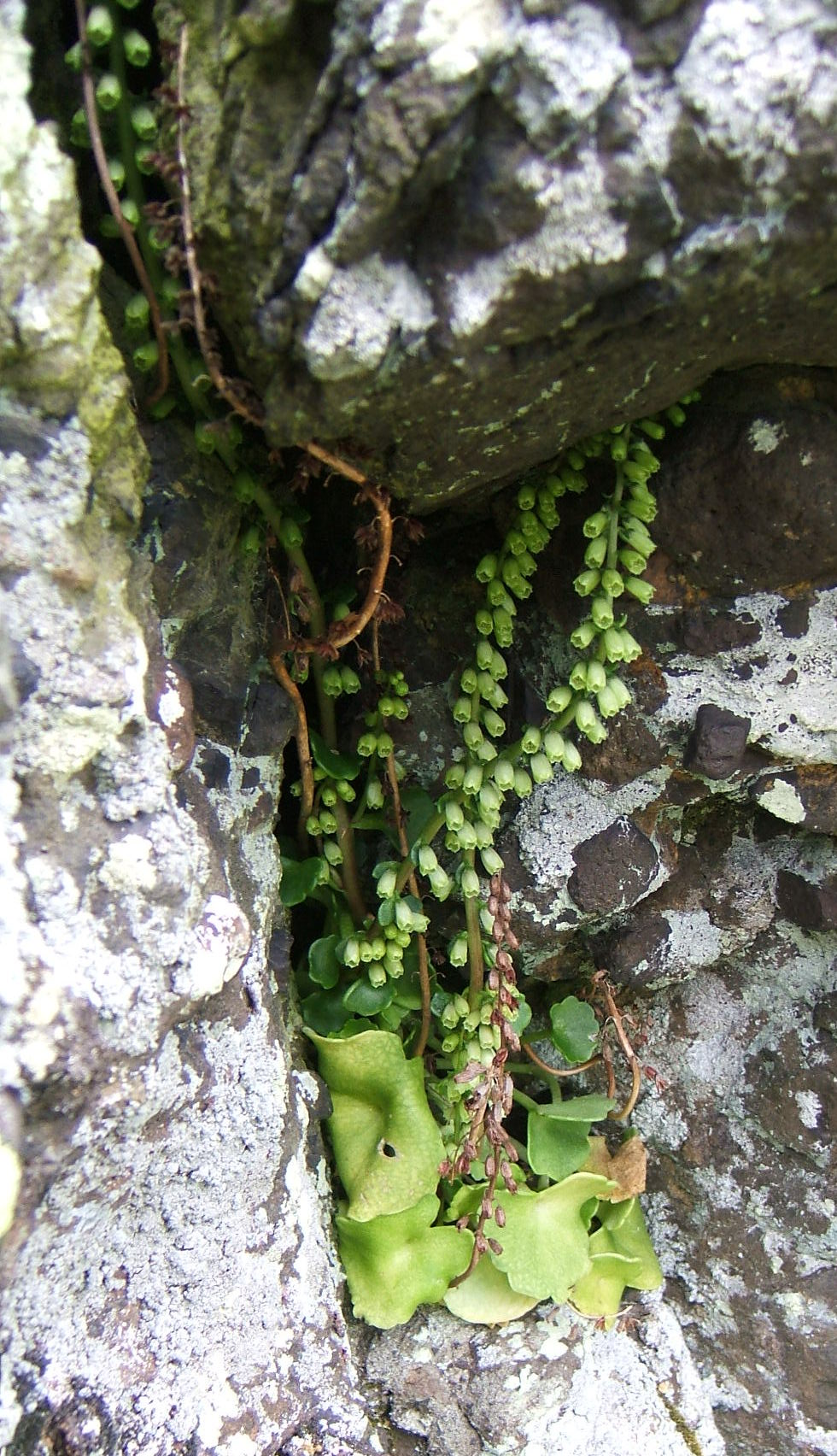